# La straordinaria invenzione di Hugo Cabret
La straordinaria invenzione di Hugo Cabret (The Invention of Hugo Cabret) è un romanzo del 2007 di Brian Selznick. 
È un libro narrato con parole ed immagini, ovvero alcune scene sono raccontate per iscritto come in un normale libro, altre mediante l'utilizzo delle sole illustrazioni. Dalla storia del libro è stato direttamente tratto il film Hugo Cabret di Martin Scorsese del 2011, vincitore di cinque premi Oscar.

## Trama
Parigi, anni 1930. Hugo Cabret è un ragazzino che ha perso la madre quando era piccolo ed ha come unico affetto il padre, orologiaio che lavora anche presso un museo. Un giorno il signor Cabret trova nel museo un automa meccanico rotto e arrugginito che crede essere capace di scrivere (ha una penna in mano) e decide di provare a ripararlo. Anche Hugo si appassiona molto al robot, ma il padre muore improvvisamente in un incendio al museo e Hugo va a vivere in una stazione ferroviaria della capitale francese con lo zio Claude, unico suo parente in vita, anche lui orologiaio e addetto agli orologi della stazione. Lo zio gli insegna a lavorare agli orologi della stazione per controllarli e a rubare per vivere, poi lo abbandona. Hugo si reca alle rovine del palazzo del museo dove il padre lavorava, ritrova e recupera l'automa e un taccuino su cui il padre prendeva appunti su come ripararlo e torna alla stazione. Nel cercare di riparare l'automa, scopre che il padre aveva modificato alcuni ingranaggi, forse per cambiare il messaggio che il robot poteva scrivere. Desideroso di scoprire il messaggio, Hugo si procura gli ingranaggi che gli servono rubandoli da un chiosco che vende giocattoli meccanici alla stazione, gestito da un anziano signore di nome Georges Méliès, che poi si scoprirà essere stato un celebre regista. Georges, quando scopre il ragazzo intento a rubare nel suo chiosco, gli porta via il taccuino e minaccia di bruciarlo; Hugo lo insegue fino a casa sua e lì fa conoscenza con Isabelle, una ragazzina figlioccia di Georges, che gli promette di fare in modo che il padrino non dia fuoco al taccuino. Il giorno dopo Georges mostra ad Hugo un fazzoletto pieno di cenere, ma Isabelle gli dice che in realtà il taccuino non è stato bruciato; Hugo inizia quindi a lavorare per Georges, facendo le pulizie e riordinando il chiosco, in cambio della promessa di riavere il taccuino. Hugo inizia anche a frequentare abitualmente le proiezioni cinematografiche (prima che il padre di Hugo morisse portava sempre il figlio al cinema per il suo compleanno, facendolo appassionare al riguardo) in quanto Isabelle gli ha presentato Étienne, un ragazzo che lavora come bigliettaio al cinema, il quale lo fa entrare gratis a vedere i film, fino a quando non viene licenziato dal proprietario del cinema, accortosi di ciò. Isabelle ruba il taccuino a casa del padrino, insieme ad una collana della moglie di Georges a cui c'è attaccata una piccola chiave a forma di cuore. Il taccuino però non serve a Hugo, visto che il ragazzo riesce a riparare da solo l'automa. Il giorno dopo Georges crede che sia stato Hugo a rubargli il taccuino e lo scaccia arrabbiato. Isabelle, che ha rubato la collana con la chiave perché ha capito che si tratta della chiave del robot (ha visto la toppa a forma di cuore su di esso), insegue Hugo fino al suo rifugio, dove i due attivano l'automa con la chiave. L'automa però non scrive, ma traccia delle linee e disegna un'immagine del film Viaggio nella Luna di Méliès.
L'automa, finito il disegno, lo firma col nome di Georges Méliès, quindi Isabelle crede che appartenga al padrino (non sapendo chi il padrino realmente è stato) e fugge credendo Hugo un bugiardo. Hugo prova a inseguirla, stupito che il messaggio originario dell'automa sia stato creato dal vecchio Georges e che suo padre non sia intervenuto per modificarlo. Arrivati al palazzo di Méliès, Isabelle chiude la porta del palazzo non notando che le dita di Hugo sono dentro la fessura. Hugo, ferito alle dita, viene accolto e medicato da Jeanne, moglie di Méliès, mentre Georges non è ancora tornato a casa perché sta chiudendo il chiosco. I due ragazzi aprono di nascosto una scatola dove ci sono dei disegni di famosi film, tutti firmati da Georges Méliès, ma Isabelle cade con la scatola e si ferisce a un piede. Georges entra proprio in quel momento e si sente male a vedere quei disegni, che rievocano in lui i fantasmi del passato. La moglie del cineasta vuole che Hugo e Isabelle restino nella sua casa, ma Hugo, nella notte, fugge e va al chiosco di giocattoli di Méliès. Il giorno dopo Hugo si reca alla libreria della stazione per cercare dei libri sui primi film mai girati: il libraio Labisse gli dice che li può trovare alla biblioteca dell'Accademia Cinematografica. Hugo ci va e lì incontra Étienne, che gli fa vedere un libro sulla storia di Georges Méliès. Hugo dice a Étienne che il cineasta, che si credeva fosse morto da tempo, è ancora vivo e vegeto, e invita Étienne e il suo professore René Tabard, autore del libro, a venire a incontrarlo. Hugo va poi da Isabelle, che si trova al chiosco di giocattoli, le riferisce le sue scoperte e la porta all'orologio principale per farle vedere il panorama. Hugo teme che, non potendo lavorare agli orologi a causa della sua mano ferita, l'Ispettore Ferroviario, suo nemico da sempre (il quale, come responsabile della sicurezza pubblica nella stazione, arresta e fa imprigionare senza pietà chiunque scopra intento a compiere anche il minimo gesto illecito, a volte anche bambini e ragazzi), veda gli orologi fermarsi, indaghi sull'orologiaio e lo scopra, arrestandolo per tutti i furti che ha compiuto e mandandolo in un orfanotrofio. Arriva il giorno della visita di Étienne e René, che si rendono conto che è vero che Méliès è ancora vivo nonostante tutti lo credano morto. A quel punto Méliès decide di raccontare la propria storia: la prima guerra mondiale lo aveva fatto cadere in disgrazia e in un incidente d'auto erano morti un suo fidato assistente operatore, il padre di Isabelle, e sua moglie, l'unica sopravvissuta era la figlia. Méliès quindi aveva adottato la bambina e, disperato, era stato costretto a vendere le sue pellicole a una ditta che le aveva trasformate in tacchi per scarpe; con i soldi guadagnati aveva comprato il chiosco dei giocattoli e si era ritirato dalla vita pubblica promettendosi di non parlare mai a nessuno, neppure ad Isabelle, della sua precedente attività. Dopo aver raccontato la sua storia, Georges chiede a Hugo di portargli l'automa. Hugo però, mentre è sul percorso, ruba del latte e l'Ispettore Ferroviario lo vede e lo insegue, riuscendo a catturarlo ed a portarlo nella piccola prigione della stazione. Hugo riesce a fuggire e ad arrivare al suo rifugio, ma l'Ispettore Ferroviario sfonda la porta distruggendo per sempre l'automa. Hugo, durante la fuga, finisce sui binari mentre è in arrivo un treno, venendo salvato da Georges e Isabelle, i quali raccontano all'Ispettore Ferroviario che Hugo è stato l'orologiaio durante questo tempo, e non suo zio, che era morto in fondo a un fiume. Alla fine la grande notizia che Méliès è ancora vivo viene diffusa e vengono nuovamente proiettati tutti i suoi film, per la prima volta da più di dieci anni; Georges decide di adottare Hugo e lo istruisce facendolo diventare un illusionista, con il nome di professor Alcofrisbas (un personaggio realmente presente nei film di Méliès), illusionista che crea un automa che è in grado di scrivere e disegnare la sua storia, storia che il lettore ha appena terminato di leggere.

## Correlazioni con il mondo del cinema
Dal libro è stato tratto il film del 2011 Hugo Cabret, diretto da Martin Scorsese e scritto per lo schermo da John Logan, nei quali i personaggi di Hugo, Isabelle e Georges sono interpretati, rispettivamente, dagli attori Asa Butterfield, Chloë Grace Moretz e Ben Kingsley. 
Nella recensione del film di Paolo Mereghetti, pubblicata sul Corriere della Sera, il critico evidenzia l'aspetto di cinematograficità dell'opera letteraria, intuendo nelle illustrazioni del libro un grande amore per la settima arte da parte dell'autore.